# سامي يوسف
سامي يوسف (ولد في 21 يوليو 1980) منشد وملحن ومنتج وموسيقي ومؤلف أغاني مسلم بريطاني من أصل ايران ولد بابك رادمنش استاد موسيقي في تبريز، كذلك ناشط في العمل الإنساني. يعزف على العديد من الآلات الموسيقية  ، وقد تميزت أناشيده بخلفيتها الإسلامية وأغانيه التي تمجد أخلاق الإسلام. درس الموسيقى على يد العديد من أشهر الملحنين، بعد أن تلقى دراسته في الأكاديمية الملكية للموسيقى بلندن.
حاز يوسف على اهتمام دولي عندما قام بإصدار أول ألبوم له «المعلم» في 2003. باع إلى الآن أكثر من 34 مليون البوماته ، بينما قدم العديد من العروض حول العالم. العديد من وسائل الإعلام غطت أعماله، كما ظهر في العديد من المقابلات على القنوات الفضائية والصحف العالمية مثل BBC ، CNN ، أرتيو، فرانس 24  ، رويترز ، مجلة تايم  ، رولينغ ستون، وأسبوع الموسيقى. في عام 2016 م صدر له الألبوم السابع تحت اسم بركة.
اعترافًا وعرفاناً له بعمله الإنساني، تم تعيين سامي يوسف في عام 2014 سفيراً عالمياً للأمم المتحدة لبرنامج الغذاء العالمي.

## نشأته
ولد سامي يوسف في طهران في 21 يوليو 1980، لأبوين من أذربيجان تعود أصوله إلى باكو عاصمة أذربيجان، غادر أجداده باكو عندما استعادها البلاشفة بعد الحرب العالمية الأولى. ويحمل حالياً الجنسية البريطانية. تأثر بمجموعة واسعة من الأنواع الموسيقية المتاحة له في مسقط رأسه إيلينج في غرب لندن حيث تعلم سامي يوسف منذ صغره العزف على العديد من الآلات الموسيقية بما في ذلك البيانو والكمان وكذلك الآلات التقليدية بما في ذلك التار، التومباك (كاسور)، السنتور، الدف، والطبلة والعود وغيرها من الآلات، في عام 2003، على الرغم من تفكيره في متابعة مهنته في القانون، أنتج وأصدر ألبومه ألبومه الرائد الأول المعلم. فقد كان ألبوماً من تلحينه وإنتاجه وغنائه، وسرعان ما أصبح نجاحاً دولياً وكان ذلك شرارة الانطلاق لسامي يوسف في عالم الموسيقى والإنشاد. لاحقاً درس سامي الموسيقى كطالب تكوين في الأكاديمية الملكية البريطانية المرموقة، وكذلك في جامعة سالفورد في شمال غرب إنجلترا.

## المشوار المهني الموسيقي
الروحانية أو "Spiritique" هو الاسم الذي أطلقه يوسف على أسلوبه الموسيقي الفريد الذي يمزج عناصر من التراث الإسلامي والغربي والشرقي. تتمحور كلمات وأناشيد سامي يوسف حول الروحانية الشاملة. حقق ألبومه الأول، المعلم، والذي كان باللغة الإنجليزية مع بعض الأناشيد بالعربية، نجاحاً كبيراً خاصةً في شمال إفريقيا والشرق الأوسط. تبعها ألبوم أمتي، وصلت مبيعات الألبومين معا إلى 10 ملايين نسخة. قام يوسف بالعديد من الحفلات الموسيقية عبر خمس قارات، وقد بيعت حفلاته الموسيقية تلك - بما في ذلك الحفلات الموسيقية في قاعة Shrine الواقعة في لوس أنجلوس، وويمبلي أرينا في لندن ، وفيلودروم في كيب تاون جنوب أفريقيا، بينما حضر 250000 شخص للاستماع إليه وهو يؤدي أناشيده في ساحة تقسيم في إسطنبول. سمته مجلة تايم بـ «أكبر نجم روك إسلامي» ، بينما كتبت صحيفة الغارديان، مقال بعنوان «أكبر نجم في الشرق الأوسط هو بريطاني».
الألبوم جلب العديد من الناس نحو الموسيقى الهادفة، فقد نال ألبوم المعلم على إعجاب كبير في الشرق الأوسط وشمال أفريقيا ودول جنوب شرق آسيا. [وفقًا لِمَن؟]
بعد ذلك أتبعه سامي يوسف بالألبوم الثاني تحت عنوان “أمتي” والذي حقق انتشاراً واسعاً، حيث شهد نسبة مبيعات تجاوزت الأربع مليون نسخة في مختلف أنحاء العالم.
وسرعان ما احتل العناوين الرئيسية على القنوات العالمية كقناة الـ”سي.أن.أن” والـ”بي.بي.سي” والـ”أي.بي.سي” والجزيرة، ناهيك عن القنوات الفضائية الرئيسية سواءً في الشرق الأوسط أو تركيا. أطلقت عليه مجلة التايمز البريطانية لقب “أكبر نجم روك مسلم” ولقب ب“أشهر مسلم بريطاني في العالم” من قبل مجلة الغارديان. لقد كانت مجرد مسألة وقت، واعتبرت موسيقاه البديل المنافس للموسيقى الغربية السائدة. [وفقًا لِمَن؟]
تم تكريمه على نجاحه من قبل جامعة روهامبتون في جنوب غرب لندن، ونتيجة لذلك، أصبح أول وأصغر مسلم حائز على جائزة الدكتوراه الفخرية في الآداب كما حضر ميدان تقسيم في إسطنبول – تركيا - ليصل عدد الحضور أكثر من 250000 متفرج، من أجل مشاهدة أداء سامي. “إنه واحد منا” هكذا يعتبره الجمهور التركي، وبفخر يغني الجميع مع سامي الذي يجيد التركية إلى حد ما. كما حضر قاعة ويمبلي في لندن، قاعة المزار في لوس انجليس وفيلودروم في كيب تاون – جنوب إفريقيا، يغني بعدة لغات كالإنجليزية والعربية والتركية والفارسية والأردية والآذرية والماليزية إلى جانب عزفه على العديد من الآلات الكلاسيكية وغيرها.
كما حضر حفل موسيقي لايف والذي أقامه في قاعة ويمبلي فقد خصص هذا الحفل لجمع الملايين من الجنيهات للتبرع لضحايا الصراع في منطقة لادن في دارفور، إلى جانب تلقيه إشادة وتقدير من قبل الحكومة البريطانية على جهوده، كما بادر سامي للعمل جنباً إلى جنب مع الجمعيات الخيرية تحت رعاية الأمم المتحدة، وصندوق إنقاذ الأطفال، للمساعدة في رفع الروح المعنوية لضحايا فيضانات باكستان عام 2010 من خلال إرسال رسائل الأمل والدعم المتواصل من خلال الأغنية الخيرية التي قدمها تحت عنوان أسمع نداءك، وكما وصفته الـ”بي.بي.سي"و الـ”سي.أن.أن" باللسان الناطق لحملات التوعية التي يقودها مكتب الأمم المتحدة لتنسيق الشؤون الإنسانية.
سامي يوسف أحد أشهر شخصيات المملكة المتحدة في العقد الماضي. في غضون 7 سنوات، أبحر ببراعة عكس التيار فقد ملك قلوب وعقول الملايين من الناس في مختلف أنحاء الشرق الأوسط وأوروبا وأمريكا الشمالية وشمال أفريقيا. بمنحاه ومبدأه قام بصياغة نمطه الخاص Spiritique. حيث تتجلى هوية سامي على حد سواء موسيقياً وفلسفياً في ألبومه الثالث، أينما تكون، Spiritique هو نتاج هوية سامي، البريطاني المسلم الفخور بهويته، سامي هو من المدافعين بحماس على الوحدة الوطنية حيث يلتزم بجرأة إلى تقدير كافة الثقافات من خلال تعزيز القيم العالمية والاحتفاء بالروح البشرية. وهدفه الأساسي هو سد الفجوة بين تعدد المفاهيم والمعتقدات بدون الشعور بالتعارض، لتعزيز الجانب الروحي أملاً في استهلال حقبة جديدة من التعاون والتعايش. عندما يقف الكبير والصغير، المؤمن والملحد، الذكر والأنثى من مختلف الأعراق يقفون جنباً إلى جنب للغناء بصوت واحد، هنا تماماً تتجلى لغته وهويته ونمطه Spiritique سبيريتيك مشروعاً طموحاً قد يكون للبعض، ولكن الكثير يعتبرون بأن هذا المشروع قد بدأ بالفعل.
تعلم اللغة العربية لمدة 15 شهر كما قال أنها من أصعب اللغات تعلماً

## ألبوماته
- المعلم (2003)
- أمتي (2005)
- بدونك (2009)
- أينما تكون (2010)
- سلام (2012)
- الجوهر (2014)
- أغاني الطريق (2015)
- بركة (ألبوم) (2016)
- سامي (2018)[22]
- البهجة (2019)[23]

## المعلم
عندما تم إصدار ألبوم المعلم عام 2003 لقي رواجاً داخل وحول العالم الإسلامي ونجاح باهر وتم بيع أكثر من خمسة ملايين نسخة، وظل الألبوم في القائمة الأولى لمدة إثنا عشر أسبوعاً في كلاً من تركيا ومصر. وكان لألبوم المعلم دور في إحداث شعبية وإحياء للمصطلح “النشيد الإسلامي”.
فكان من المغنين من اتبع خطى سامي يوسف وبدأ بتطبيق نفس الفكرة، فمنهم من سار في نفس الاتجاه، فتضمنت برامجهم الفنية أغانيهم شكل من “الدين” و“الإيمان” ولولا النجاح الباهر الذي حققه ألبوم “المعلم” لما كان هذا التحول الإيجابي من قبل الفنانين.

## أمتي
عام 2005 جاء ألبوم “أمتي” عقب ألبوم المعلم. انتقل سامي يوسف من “المعلم” فلم يعد «بالدف» أو «النشيد» متوجهاً نحو الموسيقى. فكان ألبوم “أمتي” موسيقياً، فالألبوم يجمع بين عدة أنواع مختلفة من الموسيقى، الممزوجة مع بعضها البعض، سواء كان تردد أوتار أغنية “مناجاة” أو بكاء الناي على “محمد صلى الله عليه وسلم”، كما أحدث ألبوم أمتي هو الآخر تغيير في “الموسيقى الإسلامية” الأغنية الأكثر نجاحاً كانت الأغنية الفولكلورية الأفغانية “حسبي ربي” والتي لاقت رواجاً كبيراً في العالم العربي والإسلامي مما أدى ذلك في نهاية المطاف إلى إطلاق لقب “أكبر مغني روك إسلامي” على سامي يوسف من قبل مجلة التايم الشهيرة.

## جوائز وتقديرات
في يناير 2009 دعت جامعة روهامبتون في جنوب غرب لندن سامي يوسف لقبول شهادة الدكتوراه الفخرية تقديراً لمساهمته في مجال الموسيقى. وبهذا يصبح سامي أصغر حائز على الدكتوراه الفخرية في الآداب بجامعة روهامبتون، حيث قدمت له في سن الـ 28. سامي يوسف حصل على شهادة أفضل

## من أناشيده
- المعلم
- حسبي ربي
- يا أمي
- أتيتني
- الشفاء
- اجعلني قوياً
- حاول ألا تبكي
- مناجاة
- الله الله
- يا مصطفى
- الدعاء
- أمتي
- أمي
- ابتسم
- إن في الجنة نهرًا من لبن
- طه
- إلهنا ما أعدلك
- اللهم صلِ على سيدنا محمد

## وصلات خارجية
- سامي يوسف على موقع IMDb (الإنجليزية)
- سامي يوسف على موقع ميوزك برينز (الإنجليزية)
- سامي يوسف على موقع ديسكوغز (الإنجليزية)
- الموقع الرسمي